# Italo Brancucci
Italo Brancucci (La Spezia, 1904 – Roma, 1958) è stato un compositore italiano.

## Biografia
Insegnò a lungo canto al Conservatorio di Parma ed ebbe fra i suoi allievi Luigi Infantino, Rinaldo Pelizzoni, Elvina Ramella, Ferruccio Tagliavini e Renata Tebaldi, solo per citarne alcuni.
Come compositore è noto per l'opera Fiorella, la cui prima fu al Teatro Lirico Giuseppe Verdi di Trieste il 30 dicembre 1936, per poi essere replicata in diversi teatri italiani nel corso dei tardi anni trenta, fra cui, il 15 febbraio 1938, il Teatro Regio di Parma (con Rina Corsi nel ruolo del titolo e Franco Lo Giudice in quello di Eugenio Beauharnais).
Era padre di Ernesto, Maria Cristina e Margherita Brancucci.